# Projet d'autoroute A87 (France)
Pour les articles homonymes, voir A87.
Cet article concerne un projet de rocade de la banlieue parisienne. Pour l'autoroute des Pays de la Loire, voir autoroute A87.
Le projet d'autoroute A87 est un projet abandonné d'autoroute réalisée uniquement sous forme de tronçons, renommés depuis. Elle aurait dû être située en Île-de-France et devait assurer une fonction de rocade de la banlieue parisienne.

## Historique

### Les projets RISO et ARISO
En 1956, un projet de RISO (Route interurbaine de Seine-et-Oise) est inscrit dans le Projet d'aménagement de la région de Paris (PARP), puis repris sous le nom d'ARISO (Autoroute interurbaine de Seine-et-Oise) dans le Plan directeur d’organisation générale de la région parisienne (PADOG) en 1960. Cette route a pour but de relier les autoroutes radiales tout en reportant le trafic du centre vers la périphérie de l'agglomération,.

### Le projet d'A87
Le Schéma directeur d'aménagement et d'urbanisme de la région de Paris (SDAURP) de 1965, publié sous la direction de Paul Delouvrier, reprend non pas le nom mais le concept d'une rocade de banlieue, avec le projet d'A87. Dans la foulée, les premières acquisitions foncières sont effectuées et les premiers travaux lancés. Certains tronçons sont réalisés, notamment dans le nord de l'Essonne

### L'abandon du projet
Le projet est abandonné de fait en 1982, l'État se concentrant sur le projet plus abouti et suscitant moins d'opposition de l'A86. Toutefois, les emprises sont conservées dans le but d'une utilisation future.

## Le tracé prévu et les tronçons réalisés

### En Seine-Saint-Denis
L'A87 devait desservir Clichy-sous-Bois et Montfermeil (notamment le quartier du Chêne Pointu) et relier ces deux communes aux pôles d'emploi de Paris et de l'aéroport Charles-de-Gaulle,.

### Dans le Val-de-Marne
Une emprise est acquise à Valenton, non seulement pour l'A87, mais également pour réaliser un échangeur autoroutier avec l'A5 qu'on prévoit alors de faire arriver jusque dans l'agglomération parisienne.
Plus au nord, l'A87 devait passer à Sucy-en-Brie, Ormesson, Chennevières et Champigny-sur-Marne, où l'État acquiert en ce but cent trente hectares d'emprises foncières, entre 1960 et 1972.

### Dans l'Essonne

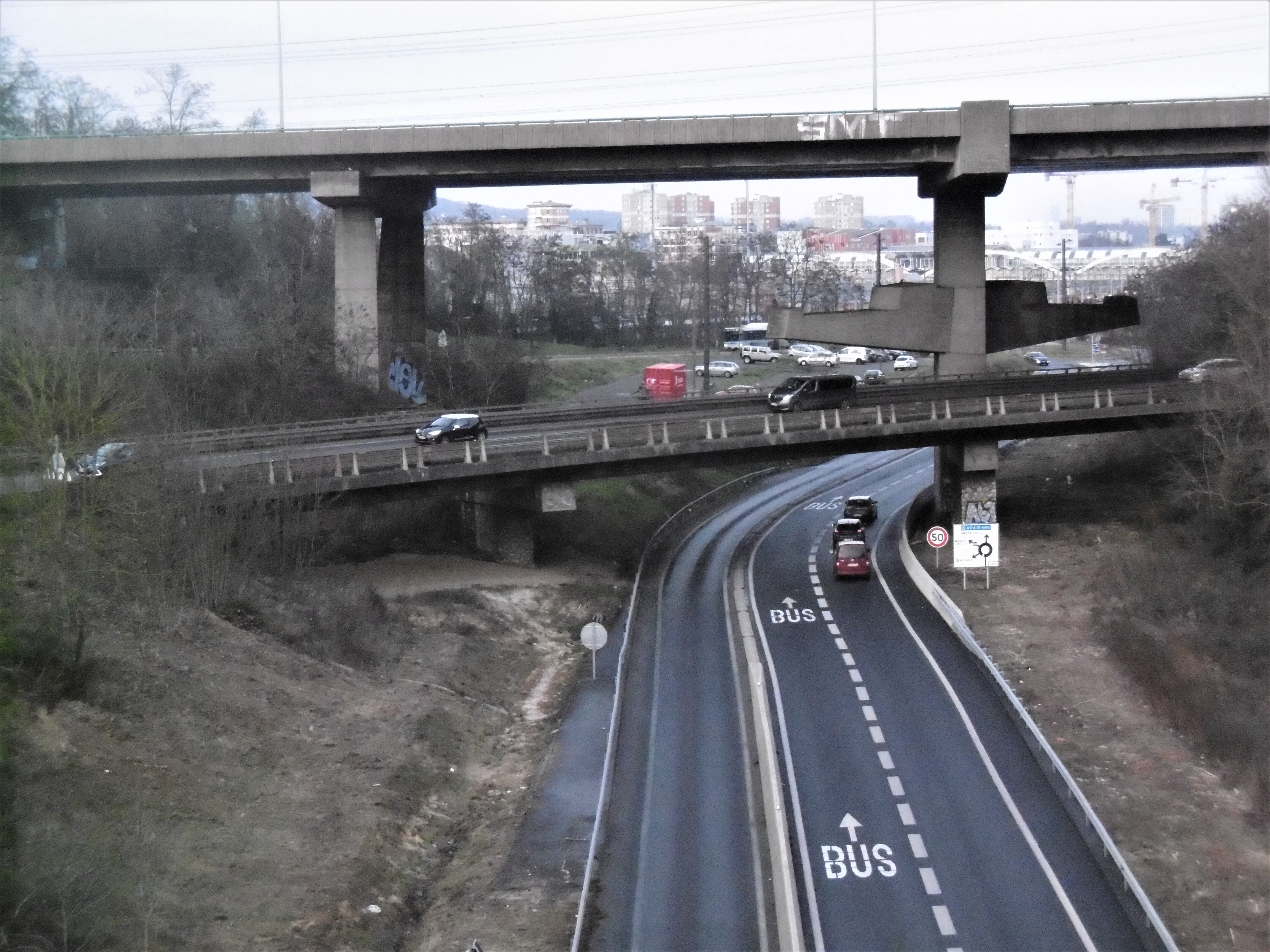
Viaduc (en haut) utilisé par l'A87 avant sa reconversion en A126.

Les premiers tronçons, de Palaiseau à Chilly-Mazarin sont ouverts à la circulation entre juillet 1972 et décembre 1976. Ces tronçons, qui ne comportent un minimum de 2 × 2 voies que sur une très petite partie de leur tracé, relient l'A6 à l'A10. Ils ont été renommés en A126.

### Dans le Val-d'Oise
Un petit tronçon de trois kilomètres et demi est réalisé entre Villepinte et Gonesse en 1980 avant d'être intégré à l'A104, tronçon de la Francilienne.

## Les emprises conservées et réutilisées
En 1997, à la suite de l'intervention du sénateur Paul Loridant, l'État abandonne tout projet autoroutier sur ces emprises et les rétrocède aux communes riveraines.
Entre Champigny-sur-Marne et Sucy-en-Brie est envisagée durant quelques années une liaison routière nommée la Voie de Desserte Orientale (VDO). Celle-ci est rapidement abandonnée. Le 3 mai 2018 est signé un contrat d'intérêt national entre l'État et les collectivités locales concernées par ces emprises de l'ex-A87, qui recouvrent cent trente hectares, c'est-à-dire les communes et l'Établissement public territorial Grand Paris Sud Est Avenir. Le contrat de développement territorial fixe pour ce territoire des objectifs de 10 000 emplois sur quinze ans, en permettant la construction de 157 000 m2 de bureaux, 65 000 m2 de commerces et 105 000 m2 d’activités de production. Toutefois, la question du financement n'est pas résolue,.
À partir des années 2020, le projet Altival réutilise une partie des emprises de l'A87 pour implanter une ligne de bus à haut niveau de service.